# Trogloconcha
Trogloconcha là một chi ốc biển, là động vật thân mềm chân bụng sống ở biểns trong họ Scissurellidae.

## Các loài
Các loài trong chi Trogloconcha gồm có:
- Trogloconcha christinae Geiger, 2003[2]
- Trogloconcha lozoueti Geiger, 2008[3]
- Trogloconcha ohashii Kase & Kano, 2002[4]
- Trogloconcha tesselata Kase & Kano, 2002[5]